# Josef Julius Straßmann
Josef Julius Straßmann (29. März 1822 in Düsseldorf – 23. Januar 1889 in Wien, Österreich-Ungarn) war ein deutscher Theaterschauspieler.

## Leben
Straßmann gehörte dem Hoftheater in München von 1852 bis 1866 an und war dort hauptsächlich im Fach der jugendlichen Helden tätig. Zu seinen beliebtesten Rollen zählten „Thumelikus“, „Leander“, „Siegfried“, „Mortimer“ etc.
Nach seinem Abgang von München ging er in das Fach der älteren Helden und später Heldenväter über und wirkte hauptsächlich in Bremen und Leipzig.
Der Künstler starb am 25. Januar 1889 in Wien.
Verheiratet war er mit Marie Damböck. Sein Sohn war Julius Straßmann, dessen Frau Hermine Witt seine Schwiegertochter. Auch diese drei waren Schauspieler.